# Промышленность и торговля Тарского уезда
В Тарском уезде было особо развито сельское хозяйство. В области переработки молочной продукции, уезд являлся одним из лидеров в Тоболькой губернии. Также было развито и пимокатное производство, изделия которые отличались особой прочностью. Население занималось витьём верёвок из пеньки и мочала, приготовлением цыгановок, рогож. Изготавливались кадки, ушата, дуги, лопаты. Кузнечное производство также особо было развито: жители занимались выделкой топоров, долот, сошников, борон, гвоздей, оковкою телег, литьём чугунной посуды.
Так на 1862 год Тарский округ по скотоводству и хлебопашеству являлся одним из богатейших округов Тобольской губернии. Между крестьянами было много торгующих и имеющих даже довольно значительные капиталы, частые переходы в купеческое сословие.
Что касается заводов и фабрик, то в Тарском уезде имелись только одни заводы разной направленности и полное отсутствие фабрик.
В уезде особую славу в торговле снискали крупные «купеческие» сёла: Артынское, Евгащинское, Муромцевское, Низовское, Рыбинское, Такмыкское.
Ярмарки и торжи в уезде никогда не играли особенную роль в экономике, однако имели больше местное значение. Доход всех вместе взятых ярмарок и торжков никогда не превышал 1000000 рублей, а иногда эта цифра была и вовсе ничтожной.

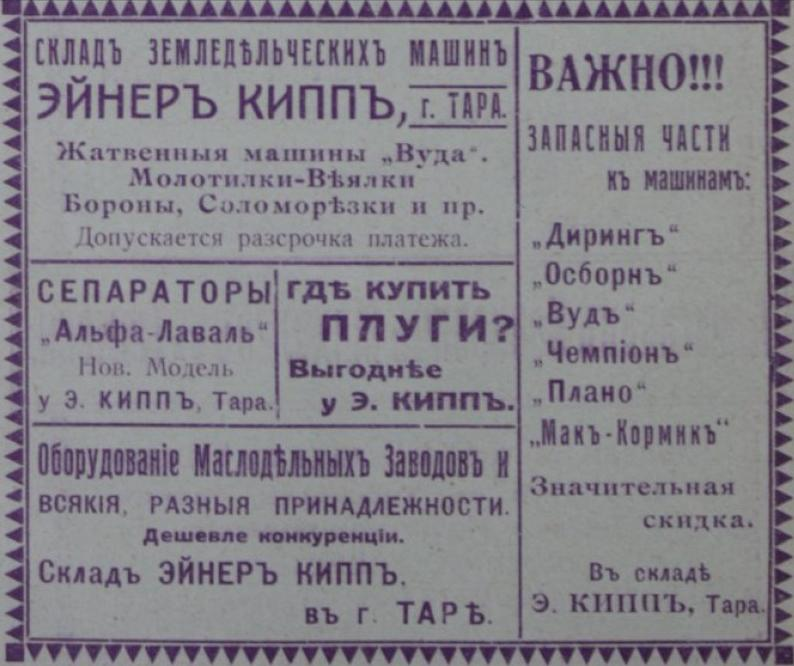
Рекламный проспект датского предпринимателя торговавшего в Тарском уезде. 1914 год.

В начале XX века в Тарском уезде отличались активностью предприниматели, подданные иностранных государств. Особую роль играли датские подданные, продававшие в Западную Европу сельскохозяйственную продукцию из Тарского уезда. Так датский предприниматель Эйнер Кипп занимался производством и продажей жатвенных машин «Вуд», молотилок, веялок, борон, соломорезок, сепараторов «Альфа-Лаваль», оборудованием маслодельных заводов, запасными частями к машинам «Диринг», «Осборн», «Вуд», «Чемпион», «Плано», «Мак-Кормик» и прочим.
21 июня 1909 года в селе Евгащинском Тарского уезда, как центре маслодельной промышленности и значительного развития скотоводства по реке Иртыш, прошла II однодневная выставка местного молочного скота. Департамент Земледелия выделил на устройство выставки 500 рублей. В выставки принимали участие населённые пункты Логиновской волости (село Евгащинское, деревни Мешкова, Красный Яр, Михайловка, Новгородцева, Коршунова, Егатова, Неупокоева, Терехова, Шуева, выселки Петербургский, Черниговский), Такмыкской волости (село Такмыкское, деревни Решетникова, Ямина, Байгачи, Ботвина, Илья-Карга).
На 1909 год насчитывалось 2 трактира, 71 винная лавка, 7 чайных лавок, 563 торговых лавок, 74 заводов, 48 ярмарок и торжков.
В 1912 году в уезде проходит мелкорайонная выставка крупного рогатого скота в селе Муромцевском.

## Фабрики и заводы
На 1858 год в Тарском округе насчитывалось 30 заводов.
На 1883 год заводы имели производительность 434983 рубля 60 копеек, в городе 143977 рублей 56 копеек.
К 1889 году в округе насчитывался 121 завод (3 винокуренных, 33 кожевенных, 15 маслобойных, 3 свечных, 3 мыловаренных, 4 кирпичных, 2 канатных, 1 гончарный, 1 пивоваренный, 46 мукомольных). Общая производительность составляла 221157 рублей. Было занято на производстве 426 рабочих.
Спустя 2 года, к 1891 году число заводов увеличивается до 192 заводов с суммой производительности 113566 рублей:
- 106 мукомольных заводов с производительностью 13456 рублей;
- 44 маслобойных заводов с производительностью 1224 рубля;
- 30 кожевенных заводов с производительностью 16723 рубля;
- 2 винокуренных завода с производительностью 77318 рублей.

Крупнейшие заводы Тарского округа на 1893 год с оборотом превышающим 1000 рублей:
- Винокуренный завод титулярного советник Тарского купца I гильдии Щербакова Алексея Ивановича (город Тара);
- Винокуренный завод жены статского советника Давыдовской Надежды Михайловны (близ села Муромцево Бергамакская волость);
- Кожевенный завод потомственного гражданина города Тара Айтыкина Наср-Этдина (город Тара);
- Кожевенный завод купца Машинского Николая (город Тара);
- Кожевенный завод купца Лоскутова Николая (город Тара);
- Кожевенный завод мещанина Машинского Ефима (город Тара);
- Кожевенный завод Тарского мещанина Тушканова Матвея (город Тара);
- Кожевенный завод крестьянина Иванова Михаила (деревня Нижний Сюткес Бергамакская волость);
- Мыловаренный и свечной завод Тарского мещанина Суриковой Елисаветы (город Тара);
- Мыловаренный, салотопенный и свечной завод крестьянина Мельникова Павла (село Евгащинское Логиновской волости);
- Салотопенный завод купчихи Калижниковой Ольги (село Евгащинское Логиновской волости);
- Паточный завод мещанина Обухова Павла (село Муромцево Бергамакская волость).

К 1899 году в уезде оборот от деятельности заводов достигал суммы 323792 рубля, в городе Тара оборот составлял 126750 рублей.
К концу 1904 года в уезде насчитывалось 27 маслодельных заводов, 29 сепараторов, на которых работал 41 рабочий.
Ещё более существенный рост заводов произошёл к 1905 году, количество которых достигло 685 различных заводов. Уже имелось 130 частных и кооперативных маслозаводов (без учёта города), с общим количеством переработанного молока 1549158 пудов. Число сепараторов составляло частных и кооперативных 169.
| количество | фабрики и заводы     | производительность |
| ---------- | -------------------- | ------------------ |
| 345        | мукомольных          | 41780 рублей       |
| 132        | маслодельных         | 933296 рублей      |
| 75         | маслобойных          | 8757 рублей        |
| 46         | кожевенных           | 104707 рублей      |
| 32         | кирпичных            | 301859 рублей      |
| 19         | овчинных             | 5405 рублей        |
| 12         | дегтярных            | 2260 рублей        |
| 7          | гончарных            | 865 рублей         |
| 5          | салотопенных         | 16782 рублей       |
| 3          | пряничных            | 2500 рублей        |
| 2          | мыловаренных         | 9389 рублей        |
| 2          | винокуренных         | 298000 рублей      |
| 1          | свече-сальный        | 742 рублей         |
| 1          | картофельно-каточный | 3900 рублей        |

На 1908 год имелись следующие крупные заводы:
- Конский завод действительного статского севетника Давыдовского Николая Ивановича при Петропавловском винокуренном заводе;
- Винокуренный завод Давыдовского Н. М. (село Муромцево Бергамакская волость);
- Винокуренный завод Щербакова А. И. (город Тара);
- Кожевенный завод Машинского Н. К. (город Тара);
- Кожевенный завод Седельникова (город Тара);
- Тарская городская каменоломня, разработчик Таушконов;
- Тарская городская каменоломня, разработчик Криков Е.;
- Тарская городская каменоломня, разработчик Плотников И.;
- Тарская городская каменоломня, разработчик Полунин Я.;
- Тарская городская каменоломня, разработчик Щербаков А.

1. Маслодельный завод Машинского Н. Н. (город Тара)
2. Маслодельный завод Сутина И. Б. (город Тара)
3. Маслодельный завод Тонеева И. Д. (город Тара)
4. Маслодельный завод Котовича К. (село Евгащинское Карташёвская волость)
5. Маслодельный завод Черняева П. (село Муромцево Бергамакская волость)
6. Маслодельный завод Чувашева П. И. (деревня Орликова Бутаковская волость)
7. Маслодельный завод Айтыкина А. А. (юрты Черналинские Бухарская волость)
8. Маслодельный завод Коновалова (село Копьевское Карташёвская волость)
9. Маслодельный завод Ханновского (деревня Резина Карташёвская волость)
10. Маслодельный завод Лукьянова Ф. С. (деревня Воробьёвка Карташёвская волость)
11. Маслодельный завод Петрова В. Н. (деревня Стрижева Карташёвская волость)
12. Маслодельный завод Макарова О. Д. (город Тара)
13. Маслодельный завод Фокина А. А. (город Тара)
14. Маслодельный завод Чауниной А. Д. (деревня Усть-Оша Аёвская волость)
15. Маслодельный завод Обухова П. Е. (село Муромцево Бергамакская волость)
16. Маслодельный завод Качалова А. В. (село Знаменское Бутаковская волость)
17. Маслодельный завод Кулакова П. В. (село Викуловское Викуловская волость)
18. Маслодельный завод Худякова М. И. (село Шмаковское)
19. Маслодельный завод Ушакова А. с. (деревня Секменёва Логиновская волость)
20. Маслодельный завод Щеглова Ф. Л. (деревня Большереченская Мало-Красноярская волость)
21. Маслодельный завод Конькова А. Е. (село Такмыкское Такмыкская волость)
22. Маслодельный завод Гладкова Н. Я. (село Большереченское Такмыкская волость)
23. Маслодельный завод Шипицына К. Ф. (деревня Почекуева Такмыкская волость)
24. Маслодельный завод Байгачёва Д. А. (деревня Байгачи Такмыкская волость)
25. Маслодельный завод Глизмана Л. И. (село Нижне-Колосовское Корсинская волость)
26. Маслодельный завод Медведчикова Б. И. (село Орловское Корсинская волость)
27. Маслодельный завод Павловского Ф. И. (село Крайчиковское Крайчиковская волость)
28. Маслодельный завод Сутина А. В. (село Строкино Крайчиковская волость)
29. Маслодельный завод Полынского А. Д. (село Логиновское Логиновская волость)
30. Маслодельный завод Кайгародова С. И. (село Усть-Тарское Логиновская волость)
31. Маслодельный завод Мариупольского (село Кузнецовское Карташёвская волость)
32. Маслодельный завод Стониста Н. К. (село Форпост Рыбинская волость)
33. Маслодельный завод Мелёхина Н. С. (село Большереченское Такмыкская волость)
34. Маслодельный завод Девятериковой С. И. (село Артынское Такмыкская волость)
35. Маслодельный завод Островского М. Л. (деревня Шипицына Такмыкская волость)
36. Маслодельный завод Сорокина И. С. (деревня Илья-Карга Такмыкская волость)
37. Маслодельный завод Касацкого А. К. (деревня Нижне Колбова Логиновская волость)
38. Маслодельный завод Елсуфьевой А. П. (село Слободчиковское Слободчиковская волость)
39. Маслодельный завод Кузнецова С. В. (деревня Хуторская Карташёвская волость)
40. Маслодельный завод Мариупольского Л. С. (деревня Моховой Привал Карташёвская волость)
41. Маслодельный завод Глотова И. Л. (деревня Корсина Корсинская волость)
42. Маслодельный завод Моисеенко М. Ф. (деревня Ломанова Крайчиковская волость)
43. Маслодельный завод Резина Ф. О. (деревня Новгородцева Логиновская волость)
44. Маслодельный завод Немчинова М. И. (деревня Бородихина Логиновская волость)
45. Маслодельный завод Шиманского К. П. (деревня Большереченская Мало-Красноярская волость)
46. Маслодельный завод Горбунова И. С. (деревня Краменёва)
47. Маслодельный завод Мариупольского Н. А. (деревня Моховой Привал Карташёвская волость)
48. Маслодельный завод Сидорчука К. А. (деревня Аникина Корсинская волость)
49. Маслодельный завод Балыкова К. В. (деревня Кольтюгина Корсинская волость)
50. Маслодельный завод Петрова В. И. (село Крайчиковское Крайчиковская волость)
51. Маслодельный завод Щербакова Э. И. (деревня Владимировка Крайчиковская волость)
52. Маслодельный завод Черновой Д. П. (село Логиновское Логиновская волость)
53. Маслодельный завод Машинского Н. Н. (село Усть-Тарское Логиновская волость)
54. Маслодельный завод Пановского М. А. (село Рыбинское Рыбинская волость)
55. Маслодельный завод Девятерикова К. (село Могильно-Посельское Карташёвская волость)
56. Маслодельный завод Мариупольского И. С. (село Васютинское)
57. Маслодельный завод Гольбера А. Е. (село Форпост Рыбинская волость)
58. Маслодельный завод Избышева С. А. (село Седельниковское Седельниковская волость)
59. Маслодельный завод Сорокина И. С. (деревня Красный Яр Такмыкская волость)
60. Маслодельный завод Чернова и Бархатова (деревня Коршунова Логиновская волость)
61. Маслодельный завод Резина и Яркова (село Евгащинское Карташёвская волость)
62. Маслодельный завод Пустынского сельского общества (село Пустынное Картышёвская волость)
63. Маслодельный завод Стрижевского сельского общества (село Евгащинское, деревня Стрижева Карташёвская волость)
64. Маслодельный завод артели крестьян (село Евгащинское, село Копьевское Карташёвская волость)
65. Маслодельный завод артели крестьян (село Евгащинское, деревня Резина Карташёвская волость)
66. Маслодельный завод артели крестьян (село Евгащинское, деревня Воробьёвка Карташёвская волость)

К 1912 году количество заводов продолжало увеличиваться и составил 688 заводов с оборотом 569659 рублей, на которых работало 1088 рабочих.

## Купечество и предпринимательство

### Купечество
На 1858 год в округе было выдано 129 торговых свидетельств (купцам I гильдии 4, II гильдии 2, III гильдии 47, крестьянам и торговцам III разряда 9, прикащикам 67).

#### I гильдия
На 1897 год в Тарском округе числились следующие купцы I гильдии:
- Калижникова Ольга Николаевна;
- Немчинов Андрей Яковлевич;
- Правление Тарского Городского Общественного Якова Андреевича Немчинова Банк;
- Пятков Михаил Фёдорович;
- Щербаков Алексей Иванович.

#### II гильдия
На 1897 год в Тарском округе числились следующие купцы II гильдии:
- Алексеев Гавриил Алексеевич (город Тара);
- Айтыкин Абдул-Мечуп Матвеевич (город Тара);
- Айтыкин Наср-Этдин Ниясович (город Тара);
- Айтыкин Рахматулла Ниясович (город Тара);
- Айтыкин Абдул-Малик Авасович (город Тара);
- Айтыкин Сеит-Паталл Хоромшакович (город Тара);
- Бурков Василий Петрович (село Мало-Красноярское Мало-Красноярская волость);
- торговый дом «братья Волковы» (город Тара);
- Глизман Лен Михайлович (город Тара);
- Девятериков Константин Иванович (село Артынское Такмыкская волость);
- Девятериков Дмитрий Иванович (село Артынское Такмыкская волость);
- Дзянковский Феликс Осипович (город Тара);
- Дудиков Павел Иванович (село Такмыкское Такмыкская волость);
- Егоров Степан Спиридонович (город Тара);
- Зубова Олимпиада Ивановна (село Такмыкское Такмыкская волость);
- Иванов Михаил (деревня Нижний Сюткес Бергамакская волость);
- Калижникова Евдокия Антоновна (село Евгащинское Такмыкская волость);
- Качалов Алексей Феодорович (село Знаменское Бутаковская волость);
- Макаров Степан Давыдович (город Тара);
- Машинский Николай Кириллович (город Тара);
- Машинский Николай Николаевич (город Тара);
- Медведчиков Борис Никитович (город Тара);
- Мельников Павел Васильевич (село Евгащинское Такмыкская волость);
- Неупокоев Поликарп Иванович (село Логиновское Логиновская волость);
- Обухов Павел (село Муромцево Бергамакская волость);
- Окунёв Степан Трифонович (село Мало-Красноярское Мало-Красноярская волость);
- Романов Василий Ермолаевич (город Тара);
- Севасьтьянов Георгий Александрович (деревня Низовая Мало-Красноярская волость);
- Смородеников Павел Яковлевич (город Тара);
- Суриков (село Муромцево Бергамакская волость);
- Толстыгин Иван Феодорович (село Иванов Мыс Тевризская волость);
- Трофимов Павел Иванович (город Тара);
- Седельников Пётр Васильевич (город Тара);
- Ушаков Евгений Иванович (город Тара);
- Ушаков Александр Иванович (город Тара);
- Холицкий Антон Осипович;
- Шеин Андрей Андреевич (город Тара);
- Щербакова Надежда Прокопьевна (город Тара);
- Ярков Константин Сергеевич (село Евгащинское Такмыкская волость).

## Ярмарки и торговля
На 1869 год в округе имелось всего 4 ярмарки (слобода Такмыкская, село Муромцево, село Пустынское, село Евгащинское) и 7 торжков (4 в слободе Викуловской, 2 в селе Усть-Ишимском, село Крайчиково). Во всех этих торжках и ярмарках торговля была не очень обширна, исключая Покровский торжок в слободе Викуловской, на который привозилось товаров на сумму 80000 рублей. Торговля на них производилась преимущественно Тарскими купцами, привозящие мануфактурные изделия и крестьянами Тарского округа, привозящие сельские произведения, состоявшие преимущественно из сырых продуктов.
На 1891 год в Тарском округе насчитывалось 28 различных ярмарок и торжков, однако в основе своей обороты их были ничтожны, за исключением Покровского торжка в слободе Викуловской с оборотом 80000 рублей.
На 1896 год насчитывалось 33 ярмарки и торжков.
Спустя 4 года произошол существенный рост ярмарок, так на 1900 год уже насчитывалось 101 ярмарка и торжок, в городе Тара 4.
На 1912 год насчитывалось 30 ярмарок и 4 торжка, обороты которых достигали 605400 рублей.